# Echipa națională de fotbal a El Salvadorului
Echipa națională de fotbal a El Salvadorului reprezintă El Salvador în fotbalul internațional și este controlată de Asociația de Fotbal din El Salvador. S-a calificat de două ori la Campionatul Mondial de Fotbal, pentru edițiile din 1970 și 1982, nereușind să adune vreun punct la cele două participări.

## Palmares
- Campionatul Mondial de Fotbal

| 1930 - 1934       | Nu a fost membră FIFA | Nu a fost membră FIFA | Nu a fost membră FIFA | Nu a fost membră FIFA | Nu a fost membră FIFA | Nu a fost membră FIFA | Nu a fost membră FIFA | Nu a fost membră FIFA | Nu a fost membră FIFA | Nu a fost membră FIFA |
| 1938 - 1950       | S-a retras            | S-a retras            | S-a retras            | S-a retras            | S-a retras            | S-a retras            | S-a retras            | S-a retras            | S-a retras            | S-a retras            |
| 1954 până în 1966 | Nu a intrat           | Nu a intrat           | Nu a intrat           | Nu a intrat           | Nu a intrat           | Nu a intrat           | Nu a intrat           | Nu a intrat           | Nu a intrat           | Nu a intrat           |
| 1970              | Faza grupelor         | 16                    | 3                     | 0                     | 0                     | 3                     | 0                     | 9                     |                       |                       |
| 1974 - 1978       | Nu s-a calificat      | Nu s-a calificat      | Nu s-a calificat      | Nu s-a calificat      | Nu s-a calificat      | Nu s-a calificat      | Nu s-a calificat      | Nu s-a calificat      | Nu s-a calificat      | Nu s-a calificat      |
| 1982              | Faza grupelor         | 24                    | 3                     | 0                     | 0                     | 3                     | 1                     | 13                    |                       |                       |
| 1986 până în 2022 | Nu s-a calificat      | Nu s-a calificat      | Nu s-a calificat      | Nu s-a calificat      | Nu s-a calificat      | Nu s-a calificat      | Nu s-a calificat      | Nu s-a calificat      | Nu s-a calificat      | Nu s-a calificat      |
| 2026              | Va urma               | Va urma               | Va urma               | Va urma               | Va urma               | Va urma               | Va urma               | Va urma               | Va urma               | Va urma               |
| Total             | 2/20                  |                       | 6                     | 0                     | 0                     | 6                     | 1                     | 22                    |                       |                       |

| Istoria Campionatului Mondial | Istoria Campionatului Mondial | Istoria Campionatului Mondial       | Istoria Campionatului Mondial |
| Anul                          | Runda                         | Scor                                | Rezultat                      |
| ----------------------------- | ----------------------------- | ----------------------------------- | ----------------------------- |
| 1970                          | Grupe                         | El Salvador 0 – 3 Belgia            | Înfrângere                    |
| 1970                          | Grupe                         | El Salvador 0 – 4 Mexic             | Înfrângere                    |
| 1970                          | Grupe                         | El Salvador 0 – 2 Uniunea Sovietică | Înfrângere                    |
| 1982                          | Runda 1                       | El Salvador 1 – 10 Ungaria          | Înfrângere                    |
| 1982                          | Runda 1                       | El Salvador 0 – 1 Belgia            | Înfrângere                    |
| 1982                          | Runda 1                       | El Salvador 0 – 2 Argentina         | Înfrângere                    |

### Cei mai buni marcatori
| #  | Nume                    | Cariera      | Goluri |
| -- | ----------------------- | ------------ | ------ |
| 1  | Raúl Díaz Arce          | 1991–2000    | 39     |
| 2  | Rodolfo Zelaya          | 2008–2019    | 23     |
| 3  | Jorge "Mágico" González | 1976–1998    | 21     |
| 4  | Nelson Bonilla          | 2012–prezent | 20     |
| 5  | José María Rivas        | 1979–1989    | 19     |
| 5  | Juan Francisco Barraza  | 1953–1969    | 19     |
| 7  | Rudis Corrales          | 2001–2011    | 19     |
| 8  | Luis Ramírez Zapata     | 1971–1989    | 16     |
| 8  | Osael Romero            | 2007–2013    | 16     |
| 10 | Miguel Cruz             | 1935–1950    | 15     |
| 10 | Eliseo Quintanilla      | 2006–2012    | 15     |
| 10 | Guillermo Rivera        | 1988–2000    | 15     |

Notă: Jucătorii în text aldin sunt încă activi pentru El Salvador.

### Cei mai selecționați
Note: Jucătorii în text aldin sunt încă activi pentru El Salvador.
| #  | Nume            | Cariera      | Selecții |
| -- | --------------- | ------------ | -------- |
| 1  | Darwin Cerén    | 2012–prezent | 99       |
| 2  | Alfredo Pacheco | 2002–2013    | 85       |
| 2  | Alexander Larín | 2012–prezent | 85       |
| 4  | Dennis Alas     | 2001–2012    | 83       |
| 5  | Leonel Cárcamo  | 1988–2000    | 82       |
| 6  | Marvin González | 2002–2011    | 81       |
| 7  | Bryan Tamacas   | 2016–prezent | 80       |
| 8  | Rudis Corrales  | 1999–2011    | 78       |
| 8  | Ramón Sánchez   | 2003–2012    | 78       |
| 10 | Osael Romero    | 2007–2013    | 77       |